# Емил Халфредсон
Емил Халфредсон (исл. ‎‎Emil Hallfreðsson; Хабнарфјердир, 29. јун 1984) професионални је исландски фудбалер који примарно игра у средини терена на позицији средњег везног играча.

## Клупска каријера
Халфредсон је професионалну каријеру започео у сезони 2002. као играч екипе Хабнарфјердир у чијим редовима се такмичио три сезоне у првенству Исланда. Потом одлази у Енглеску, у премијерлигаша Тотенхем хотспер где пак не успева да оствари неки запаженији учинак, те игра углавном у резервном саставу, а током сезоне 2006. и као позајмљен играч у Малмеу.
Највеће успехе у клупској каријери остварио је као играч италијанских клубова Хелас Верона (играо 6 сезона) и Удинезе за који игра од 2016. у Серији А.

## Репрезентативна каријера
За сениорску репрезентацију Исланда дебитовао је 30. марта 2005. у пријатељској утакмици са селекцијом Италије, а од почетка 2007. постаје стандардни репрезентативац.
Прво велико такмичење на ком је наступио са репрезентацијом било је Европско првенство 2016. у Француској где је селекција Исланда пласманом у четвртфинале остварила свој најбољи резултат у историји. Халфредсон је на том турниру играо само у утакмици са Мађарском у групној фази.
Селектор Хејмир Халгримсон уврстио га је на списак играча за Светско првенство 2018. у Русији, где је одиграо   две утакмице групе Д против Аргентине и Хрватске.

### Голови за репрезентацију
| №  | Датум              | Место     | Ривал   | Гол. | Рез. | Такмичење                 |
| -- | ------------------ | --------- | ------- | ---- | ---- | ------------------------- |
| 1. | 8. септембар 2007. | Рејкјавик | Шпанија | 1:0  | 1:1  | Квалификације за ЕП 2008. |

## Успеси и признања
ФК Хабнарфјердир
- Првенство Исланда (1): 2004.